# Robe de chambre

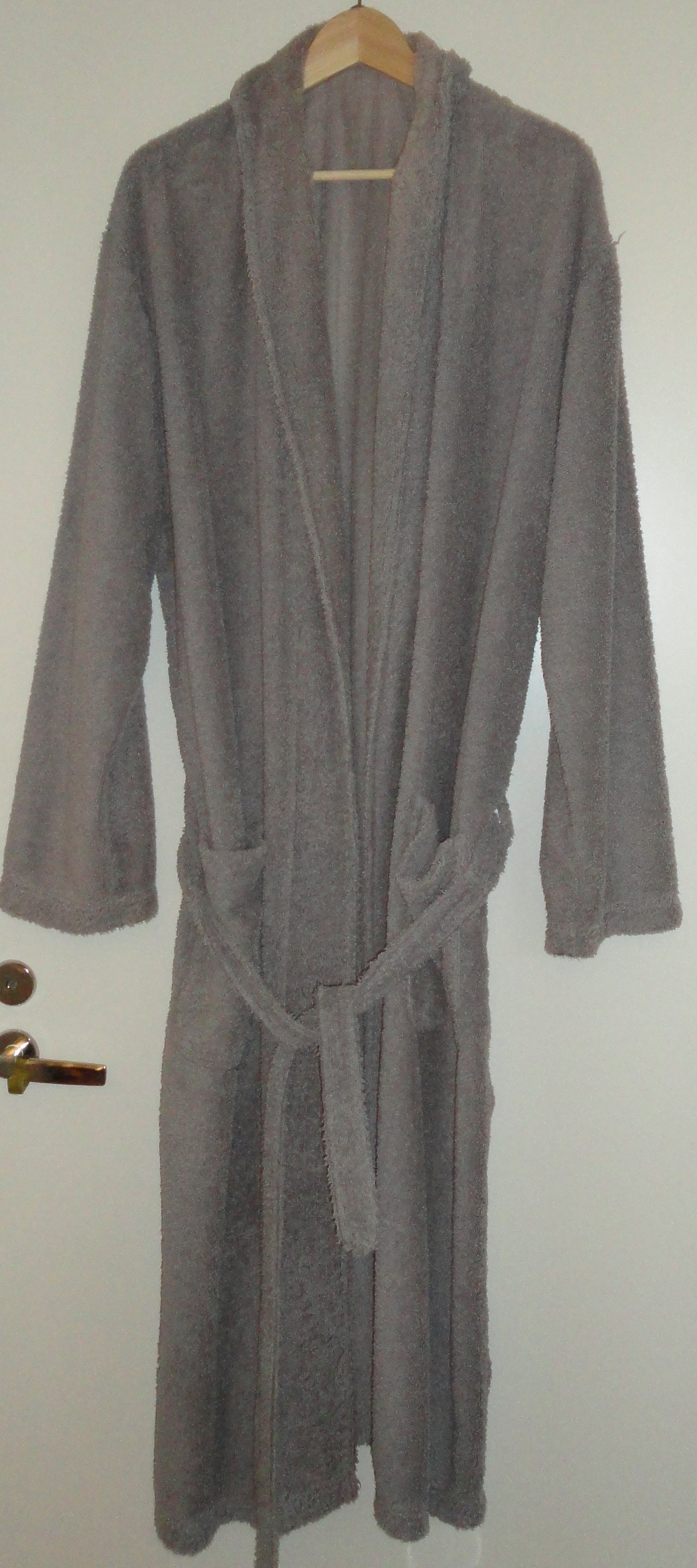
Robe de chambre accrochée à un cintre

La robe de chambre (différent du peignoir par son utilisation) est un vêtement d'intérieur qui se porte généralement par-dessus un vêtement de nuit. Elle ressemble à un manteau, s'ouvre sur le devant et se ferme soit par une boutonnière ou une fermeture à glissière soit en se croisant avec une ceinture, couvre le dos, les épaules, le buste et s'arrête entre le genou et la cheville. Les poches sont plaquées.
Les robes de chambre sont souvent en polaire. Elle est souvent confectionnée dans des tissus épais ou chauds.

## Histoire
Les vêtements d'intérieur sont apparus tard, car c'est un luxe que de posséder des vêtements ayant des usages spécifiques.
Au XVIIIe siècle en Europe, la robe de chambre est un vêtement sobre qui s'oppose au vêtement de jour plus élaboré.
Au début du XIXe siècle, la robe de chambre est un vêtement essentiellement masculin, richement ornée pour contraster avec le vêtement de jour sobre et souvent noir. L'introduction du kimono à la Belle Époque, pendant la vague de japonisme, conduit également à le réinventer en robe de chambre.
Se développent alors plusieurs versions, croisées, avec des fermoirs à brandebourg et un col châle plus large comprenant parfois un matelassage. Les années 1920-1930 voient apparaître des modèles esthétiquement ostentatoires.
Adoptée également par les femmes, la robe de chambre est devenue un vêtement mixte.
La généralisation du chauffage central dans les foyers rend par la suite la robe de chambre moins populaire.

## Différence avec le peignoir
Il convient de noter que le terme "peignoir" est souvent utilisé de manière interchangeable avec "robe de chambre", mais il existe une différence subtile entre les deux. Traditionnellement, le peignoir est souvent associé aux activités liées à la toilette (hygiène du corps) et est utilisé pour se couvrir après la douche ou le bain. Il peut être fabriqué à partir de divers matériaux absorbants comme le tissu éponge, et vise principalement à absorber l'humidité.
En revanche, la robe de chambre est plus un vêtement d'intérieur pour se couvrir et peut être confectionnée dans une variété de matériaux, y compris des tissus épais ou plus légers comme le satin, en fonction des préférences personnelles de confort et de style.